# Aidra Fox

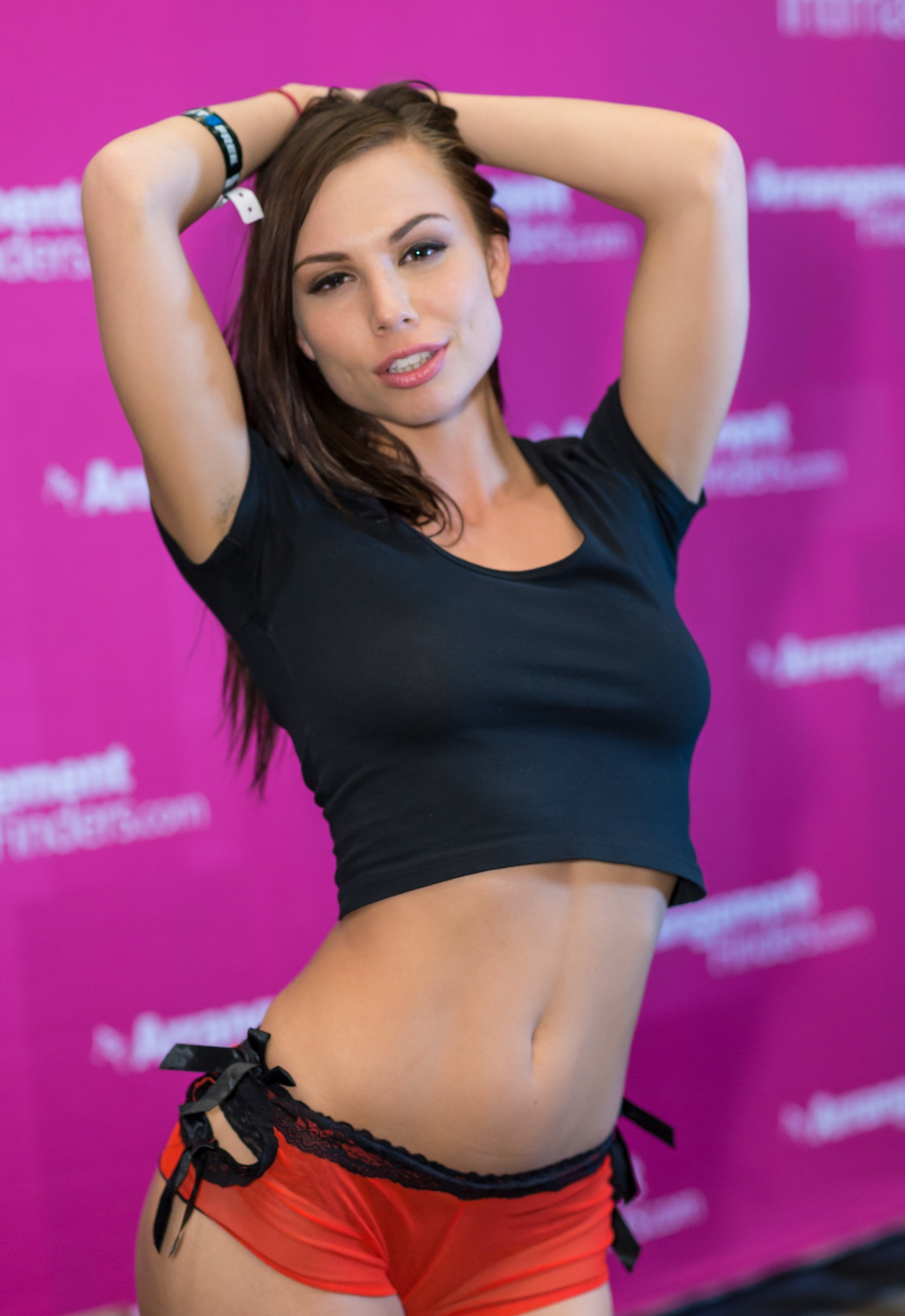
Fox bei der AVN Expo 2015

Aidra Fox (* 25. September 1995 in Milwaukee, Wisconsin) ist eine US-amerikanische Pornodarstellerin.

## Leben
Sie wurde im Oktober 2014 Penthouse Pet des Monats in den USA.
Fox drehte ihre erste Hardcore-Szene im Jahr 2014. Sie arbeitete bisher u. a. für folgende Studios: Girlfriend Films, Evil Angel, Reality Kings, Digital Playground, Hustler, Brazzers, Jules Jordan Video, Digital Sin, New Sensations und Elegant Angel. Neben ihren Darstellungen in Filmen, die dem Genre „Lesbo“ und „Teen“ zuzuordnen sind, ist sie auch für ihre POV-Szenen bekannt. Für ihre POV-Szene zusammen mit Jillian Janson in dem Film „Eye Contact“ von Jules Jordan, wurde sie 2016 mit einem AVN Award ausgezeichnet. Sie war neben anderen Auszeichnungen und Nominierungen auch bei allen drei großen Pornopreisen (AVN, XRCO, XBIZ) in der Kategorie „Best New Starlet“ nominiert.

## Filmografie (Auswahl)
- 2014–2019: Women Seeking Women 111, 166, 167, 168
- 2014: Slutty and Sluttier 23
- 2014: Meet Aidra Fox
- 2014: Jean Fucking
- 2015: Teens in Yoga Pants
- 2015: P.O.V. Amateur Auditions 24
- 2015: Anal Newbies 3
- 2015: Secret Spa
- 2015: Aidra Fox is Slutwoman
- 2015: The Bombshells 6
- 2015: Eye Contact
- 2015: Fresh Outta High School 23
- 2015: Anal Beauty 1
- 2015: My First Interracial 3
- 2015: Cuties 8
- 2015: Barely Legal Amish Girls
- 2015: Young & Glamorous 7
- 2015: Hot and Dirty Teens
- 2016: My Dp
- 2016: Lesbian Workout 2
- 2016: The Masseuse 10
- 2016: Mother Lovers Society 15
- 2016: Dirty Talk 2
- 2016: The Submission of Emma Marx: Exposed
- 2016: Follow Me Home
- 2016: Sex and Confidence
- 2016: Gangbanged 7
- 2016: Black & White 7
- 2017: Young & Beautiful 3
- 2018: Gag Reflex 3
- 2018: DP Me 7
- 2018: Bang POV 11
- 2019: Teenage Lesbian

## Auszeichnungen
- 2015: AVN Award – Best Boy/Girl Sex Scene in „Jean Fucking“[2]
- 2016: AVN Award – Best POV Sex Scene in „Jules Jordan's Eye Contact“[3]
- 2016: AVN Award – Best Girl/Girl Sex Scene in „Being Riley“[3]
- 2021: AVN Award – Best Quarantine Sex Scene in „Teenage Lesbian: One Year Later“ (zusammen mit Kristen Scott, Whitney Wright, Alina Lopez, Kenna James, Kendra Spade)[4]
- 2023: AVN Award – Girl/Girl Specialty Performer of the Year[5]
- 2023: NightMoves Award – Best Girl/Girl / All-Girl Performer (Fan’s Choice)
- 2024: AVN Award – Best All-Girl Group Sex Scene in „Lesbian Threesomes Scene 3“ (zusammen mit Blake Blossom & Vanessa Sky)[6]